# بوریول
بوریول (به اسپانیایی: Borriol) یک دهستان در اسپانیا است که در Plana Alta واقع شده‌است. بوریول ۶۲٫۱ کیلومتر مربع مساحت و ۵٬۱۷۶ نفر جمعیت دارد و ۲۰۸ متر بالاتر از سطح دریا واقع شده‌است.